# Khady Diop
Khadidiatou Sourangué Diop, detta Khady (Dakar, 7 novembre 1971), è un'ex cestista senegalese.

## Carriera
Con il Senegal ha disputato i Giochi olimpici di Sydney 2000 e tre edizioni dei Campionati mondiali (1990, 1998, 2002).